# Rue d'Italie (Marseille)
Pour les articles homonymes, voir Rue d'Italie.
La rue d’Italie est une voie marseillaise située dans le 6e arrondissement de Marseille. 

## Situation et accès
Elle va du boulevard Louis-Salvator au boulevard Baille et elle est parallèle à la rue de Rome sur toute sa longueur.

## Origine du nom
La rue doit son nom à l’Italie, pays où se trouve sa capitale Rome

## Historique
Elle prend sa dénomination actuelle par délibération du Conseil municipal du 9 mars 1906. Elle a connu bien d'autres dénominations :
- « Ancien chemin de Rome »
- Sous la Révolution :
  - « Chemin d'Italie »
  - « Vieux chemin de la Roche » ou « chemin des Roches »
- Sous la Monarchie de Juillet :
  - « Rue du Prado »
  - « Vieux chemin de Rome »